# Nueva Vizcaya (Nieuw-Spanje)
Nueva Vizcaya (Spaans voor: "nieuw Biskaje") was een provincie van het onderkoninkrijk Nieuw-Spanje. Nueva Vizcaya was gelegen in het noorden van het hedendaagse Mexico en besloeg grofweg de hedendaagse staten Durango en Chihuahua. De hoofdstad was gevestigd in Durango.
Het gebied werd onderworpen door Francisco de Ibarra in 1562. Hij stichtte de stad Durango die de hoofdstad van de provincie werd. Gaandeweg werd de provincie steeds verder naar het noorden uitgebreid. In 1777 werd Nueva Vizcaya onderdeel van de interne provinciën. Tien jaar later werd het ook nog eens ingedeeld bij de intendencia van Durango, wat voor veel bureaucratische problemen zorgde. Bij de proclamatie van de Mexicaanse grondwet van 1824, waarin Mexico een republiek werd, werd Nueva Vizcaya opgeheven en gesplitst in Durango en Chihuahua. Mexico's eerste president Guadalupe Victoria werd geboren in Nueva Vizcaya.